# Mount Coolidge Lookout Tower
La Mount Coolidge Lookout Tower est une tour de guet du comté de Custer, dans le Dakota du Sud, aux États-Unis. Située à 1 836 mètres d'altitude au sommet du mont Coolidge, un sommet des Black Hills qui est le point culminant du parc d'État de Custer, elle a été construite en pierre naturelle par le Civilian Conservation Corps en 1939. Elle est opérée par South Dakota Game, Fish and Parks, une agence de l'État.